# Nuoto ai Giochi della XXIV Olimpiade - Staffetta 4x100 metri stile libero maschile

## Record
Prima di questa competizione, il record del mondo (WR) e il record olimpico (OR) erano i seguenti.
|  | 3'19"03 | Chris Cavanaugh, Michael Heath, Matt Biondi e Rowdy Gaines Stati Uniti | 2 agosto 1984 Los Angeles, Stati Uniti |
|  | 3'19"03 | Chris Cavanaugh, Michael Heath, Matt Biondi e Rowdy Gaines Stati Uniti | 2 agosto 1984 Los Angeles, Stati Uniti |

Durante l'evento sono stati migliorati i seguenti record:
| Data         | Evento | Atleta                         | Nazione     | Tempo   | Record |
| ------------ | ------ | ------------------------------ | ----------- | ------- | ------ |
| 23 settembre | Finale | Jacobs, Dalbey, Jager e Biondi | Stati Uniti | 3'16"53 |        |

## Batterie
Si sono svolte 2 batterie di qualificazione. Le prime 8 squadre si sono qualificate direttamente per la finale.
| Pos | Batteria | Nazione                 | Atleti | >Tempo  | Note |
| --- | -------- | ----------------------- | --- | ------- | ---- |
| 1   | 3        | Stati Uniti             | Brent Lang (50"18) Doug Gjertsen (49"64) Shaun Jordan (50"19) Troy Dalbey (49"51)                           | 3'19"52 | Q    |
| 2   | 3        | Unione Sovietica        | Raimundas Mažuolis (50"290) Oleksiy Boryslavskiy (49"95) Nikolay Yevseyev (49"21) Vladimir Tkačenko (49"83) | 3'19"89 | Q    |
| 3   | 3        | Germania Est            | Dirk Richter (50"30) Thomas Flemming (50"01) Lars Hinneburg (50"11) Steffen Zesner (50"05)                  | 3'20"47 | Q    |
| 4   | 3        | Francia                 | Stéphan Caron (50"68) Christophe Kalfayan (50"54) Laurent Neuville (50"45) Bruno Gutzeit (50"10)            | 3'21"77 | Q    |
| 5   | 1        | Svezia                  | Tommy Werner (50"92) Rikard Milton (51"38) Joakim Holmquist (50"48) Göran Titus (50"31)                     | 3'23"09 | Q    |
| 6   | 2        | Germania Ovest          | Björn Zikarsky (51"09) Peter Sitt (51"02) Thomas Fahrner (51"09) Torsten Wiegel (49"99)                     | 3'23"19 | Q    |
| 7   | 2        | Italia                  | Fabrizio Rampazzo (51"83) Giorgio Lamberti (49"93) Andrea Ceccarini (51"25) Roberto Gleria (50"34)          | 3'23"35 | Q    |
| 8   | 2        | Gran Bretagna           | Andrew Jameson (51"40) Mark Foster (50"81) Mike Fibbens (50"68) Roland Lee (50"82)                          | 3'23"71 | Q    |
| 9   | 1        | Canada                  | Mark Andrews (51"66) Stephen Vandermeulen (50"90) Vlastimil Černý (51"14) Donald Goss (50"15)               | 3'23"85 |      |
| 10  | 1        | Danimarca               | Franz Mortensen (51"21) Vagn Høgholm (50"97) Benny Nielsen (51"73) Peter Rohde (51.24)                      | 3'25"15 |      |
| 11  | 1        | Paesi Bassi             | Frank Drost (51"52) Patrick Dybiona (50"86) Hans Kroes (51"57) Ronald Dekker (51"31)                        | 3'25"26 |      |
| 12  | 2        | Brasile                 | Emanuel Nascimento (52"13) Cristiano Michelena (52"13) Jorge Fernandes (52"05) Júlio López (51"86)          | 3'28"17 |      |
| 13  | 2        | Messico                 | Rodrigo González (51"48) Ignacio Escamilla (53"48) Jorge Alarcón (52"51) Urbano Zea (52"25)                 | 3'29"72 |      |
| 14  | 1        | Portogallo              | Mabílio Albuquerque (53"06) Henrique Villaret (52"87) Vasco Sousa (53"73) Sérgio Esteves (53"65)            | 3'33"31 |      |
| 15  | 3        | Singapore               | Ang Peng Siong (52"28) David Lim (53"01) Oon Jin Gee (52"77) Desmond Koh (56"48)                            | 3'34"54 |      |
| 16  | 2        | Hong Kong               | Michael Wright (53"74) Li Khai Kam (52"79) Arthur Li Kai Yien (53"48) Tsang Yi Ming (54"77)                 | 3'34"78 |      |
| 17  | 2        | Corea del Sud           | Kwon Sang-won (54"18) Yang Wook (54"17) Song Kwang-sun (54"25) Kwon Soon-kun (55"45)                        | 3'38"05 |      |
| 18  | 1        | Isole Vergini Americane | Hans Foerster (54"23) Kraig Singleton (56"51) Kristan Singleton (57"78) William Cleveland (54"71)           | 3'43"23 |      |
| 19  | 3        | Emirati Arabi Uniti     | Ahmad Faraj (58"29) Mohamed Abdullah (1'00"80) Bassam Al-Ansari (1'00"92) Mohamed Bin Abid (58"91)          | 3'58"92 |      |
| -   | 2        | Cina                    | Shen Jianqiang Li Tao Xie Jun Feng Qiangbiao                                                                | SQ      |      |
| -   | 3        | Egitto                  | Mohamed El-Azoul Amin Amer Mohamed Hassan Moustafa Amer                                                     | SQ      |      |
| -   | 3        | Austria                 | Stefan Opatril Markus Opatril Alexander Placheta Alexander Pilhatsch                                        | SQ      |      |

## Finale
| Pos     | Corsia | Nazione          | Atleti                                                                                             | Tempo   | Note |
| ------- | ------ | ---------------- | -------------------------------------------------------------------------------------------------- | ------- | ---- |
| Oro     | 4      | Stati Uniti      | Chris Jacobs (49"63) Troy Dalbey (49"75) Tom Jager (49"34) Matt Biondi (47"81)                     | 3'16"53 |      |
| Argento | 5      | Unione Sovietica | Gennadij Prigoda (50"24) Jurij Baškatov (49"30) Nikolaj Evseev (49"27) Vladimir Tkačenko (49.52)   | 3'18"33 |      |
| Bronzo  | 3      | Germania Est     | Dirk Richter (50"25) Thomas Flemming (49"70) Lars Hinneburg (50"35) Steffen Zesner (49"52)         | 3'19"82 |      |
| 4       | 6      | Francia          | Stéphan Caron (49"97) Christophe Kalfayan (50"09) Laurent Neuville (50"04) Bruno Gutzeit (49"92)   | 3'20"02 |      |
| 5       | 2      | Svezia           | Per Johansson (50"58) Tommy Werner (50"00) Joakim Holmquist (50"47) Göran Titus (50.02)            | 3'21"07 |      |
| 6       | 7      | Germania Ovest   | Michael Gross (50"66) Thomas Fahrner (50"00) Björn Zikarsky (50"40) Peter Sitt (50"59)             | 3'21"65 |      |
| 7       | 8      | Gran Bretagna    | Mike Fibbens (51"36) Mark Foster (50"20) Roland Lee (50"33) Andrew Jameson (49"82)                 | 3'21"71 |      |
| 8       | 7      | Italia           | Roberto Gleria (50"51) Giorgio Lamberti (50"31) Fabrizio Rampazzo (51"19) Andrea Ceccarini (50"92) | 3'22"93 |      |